# ローレン・ジャクソン
ローレン・ジャクソン（Lauren Jackson）ことローレン・エリザベス・ジャクソン（Lauren Elizabeth Jackson、1981年5月11日 - ）は、オーストラリアの女子プロバスケットボール選手である。ニューサウスウェールズ州オルベリー出身。ポジションはパワーフォワード、センター。身長196cm。オーストラリアの女子バスケットボール史上、最も顕著な実績を挙げてきた選手である。

## 経歴
ともにバスケットボール選手である両親から生まれ、5歳でバスケを始める。15歳のときに一流選手の育成機関である「オーストラリア国立スポーツ研究所」へ進む。
1999年より2006年までキャンベラ・キャピタルズに所属し4度の優勝に導いた。
その後母国を離れ、韓国WKBLの三星生命ビチュミに移籍。2006-07にはMVPを受賞。
2007年、スパルタク・モスクワ・リージョンに移籍。
2009年に帰国し、古巣キャンベラに復帰。
2012年ロンドンオリンピックの開会式ではオーストラリア選手団の旗手を務めた。
2013年9月、中国女子バスケットボールリーグのチームと契約し、短期間プレーした。
2014年、古巣キャンベラ復帰。

### WNBA
2001年のWNBAドラフトにて1巡目1位指名を受けシアトル・ストームに入団。2002年にチームを初のプレイオフに導き、2003年には米国籍以外の選手として初のMVPを受賞する。2004年にはチームを初優勝に導いた。
以降もWNBAに在籍するも、2012年を最後にハムストリング損傷のためWNBAを退く。

### ナショナルチーム
史上最年少の17歳でナショナルチームに選ばれる。2000年にはシドニー五輪で銀メダルを獲得。
2004年のアテネ五輪でも2大会連続となる銀メダルを獲得。
2006年世界選手権ではオーストラリアの初優勝に貢献した。

## 引退
2016年3月31日、現役引退を表明。
2020年、女子バスケットボール殿堂入り